# Гелена Тульве
Гелена Тульве (ест. Helena Tulve; нар. 28 квітня 1972, Тарту) — естонська композиторка.

## Життєпис
Гелена Тульве народилася 28 квітня 1972 року в місті Тарту. Вивчала музичну композицію у Талліннській середній музичній школі імені Ало Пилдмяє.
Закінчила Паризьку вищу національну консерваторію музики й танцю.

## Дискографія
- Lijnen (ECM Records, 2008)
- Arboles lloran por lluvia (ECM, 2014)